# Eubazus abieticola
Eubazus abieticola är en stekelart som beskrevs av Van Achterberg och Kenis 2000. Eubazus abieticola ingår i släktet Eubazus och familjen bracksteklar. Inga underarter finns listade i Catalogue of Life.